# Шербур-Октевіль
Шербу́р-Октеві́ль (фр. Cherbourg-Octeville, до лютого 2000 — Шербу́р, фр. Cherbourg) — портове місто у Франції, у регіоні Нормандія, департамент Манш. Населення — 37 754 осіб (2011).

## Історія
До 2015 року муніципалітет перебував у складі регіону Нижня Нормандія. Від 1 січня 2016 року належав до нового об'єднаного регіону Нормандія.
1 січня 2016 року Шербур-Октевіль, Екердревіль-Енневіль, Ла-Гласері, Керкевіль i Турлавіль було об'єднано в новий муніципалітет Шербур-ан-Котантен.

## Демографія
Динаміка населення (INSEE y Cassini ):
Розподіл населення за віком та статтю (2006):
| Стать | Всього | До 15 років | 15-24 | 25-44 | 45-64 | 65-85 | Понад 85 |
| --- | ------ | ----------- | ----- | ----- | ----- | ----- | -------- |
| Чоловіки | 19 306 | 3810        | 2990  | 5678  | 4613  | 1978  | 237      |
| Жінки | 21 523 | 3633        | 3127  | 5334  | 4917  | 3693  | 819      |
| \| Статево-вікова піраміда \| Статево-вікова піраміда \| Статево-вікова піраміда \| \| ----------------------- \| ----------------------- \| ----------------------- \| \| Чоловіки \| Вік \| Жінки \| \| 237 \| 85 + \| 819 \| \| 391 \| 80-84 \| 879 \| \| 468 \| 75-79 \| 1000 \| \| 536 \| 70-74 \| 936 \| \| 583 \| 65-69 \| 878 \| \| 778 \| 60-64 \| 854 \| \| 1115 \| 55-59 \| 1235 \| \| 1356 \| 50-54 \| 1394 \| \| 1364 \| 45-49 \| 1434 \| \| 1441 \| 40-44 \| 1422 \| \| 1219 \| 35-39 \| 1344 \| \| 1392 \| 30-34 \| 1167 \| \| 1626 \| 25-29 \| 1401 \| \| 1493 \| 20-24 \| 1524 \| \| 1497 \| 15-20 \| 1603 \| \| 1387 \| 10-14 \| 1254 \| \| 1187 \| 5-9 \| 1203 \| \| 1236 \| 0-4 \| 1176 \| |        |             |       |       |       |       |          |
| Статево-вікова піраміда |        |             |       |       |       |       |          |
| Чоловіки | Вік    | Жінки       |       |       |       |       |          |
| 237 | 85 +   | 819         |       |       |       |       |          |
| 391 | 80-84  | 879         |       |       |       |       |          |
| 468 | 75-79  | 1000        |       |       |       |       |          |
| 536 | 70-74  | 936         |       |       |       |       |          |
| 583 | 65-69  | 878         |       |       |       |       |          |
| 778 | 60-64  | 854         |       |       |       |       |          |
| 1115 | 55-59  | 1235        |       |       |       |       |          |
| 1356 | 50-54  | 1394        |       |       |       |       |          |
| 1364 | 45-49  | 1434        |       |       |       |       |          |
| 1441 | 40-44  | 1422        |       |       |       |       |          |
| 1219 | 35-39  | 1344        |       |       |       |       |          |
| 1392 | 30-34  | 1167        |       |       |       |       |          |
| 1626 | 25-29  | 1401        |       |       |       |       |          |
| 1493 | 20-24  | 1524        |       |       |       |       |          |
| 1497 | 15-20  | 1603        |       |       |       |       |          |
| 1387 | 10-14  | 1254        |       |       |       |       |          |
| 1187 | 5-9    | 1203        |       |       |       |       |          |
| 1236 | 0-4    | 1176        |       |       |       |       |          |

## Економіка
2010 року серед 25 282 осіб працездатного віку (15—64 років) 17 466 були активними, 7816 — неактивними (показник активності 69,1%, у 1999 році було 69,7%). З 17 466 активних мешканців працювало 14 276 осіб (7856 чоловіків та 6420 жінок), безробітними було 3190 (1538 чоловіків та 1652 жінки). Серед 7816 неактивних 2825 осіб було учнями чи студентами, 2337 — пенсіонерами, 2654 були неактивними з інших причин.

У 2010 році в муніципалітеті числилось 17719 оподаткованих домогосподарств, у яких проживали 36180,0 особи, медіана доходів виносила 16 226 євро на одного особоспоживача

## Персоналії
- Жан Маре (1913—1998) — французький кіноактор, письменник, художник та скульптор.

## Галерея

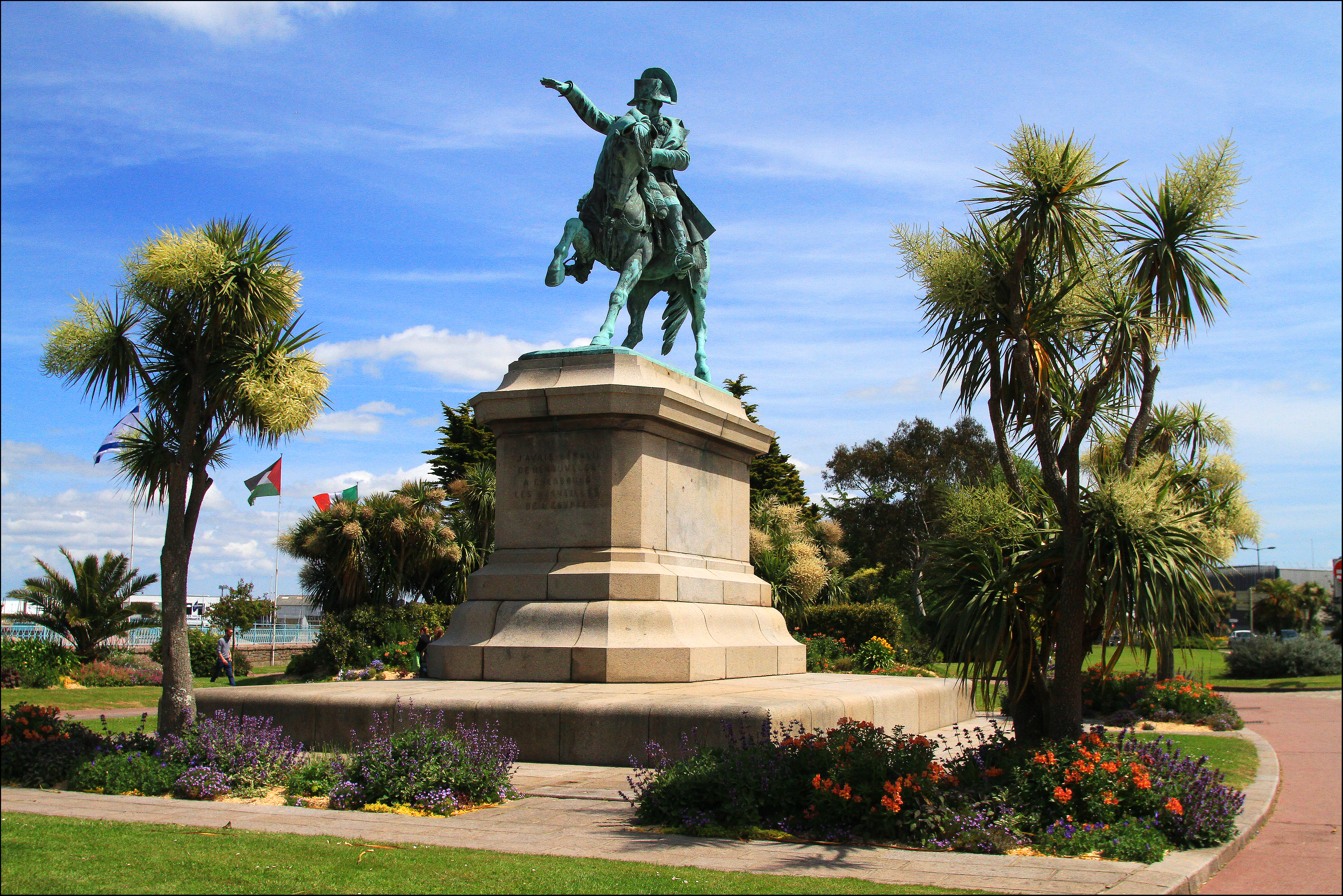
Пам'ятник Наполеону
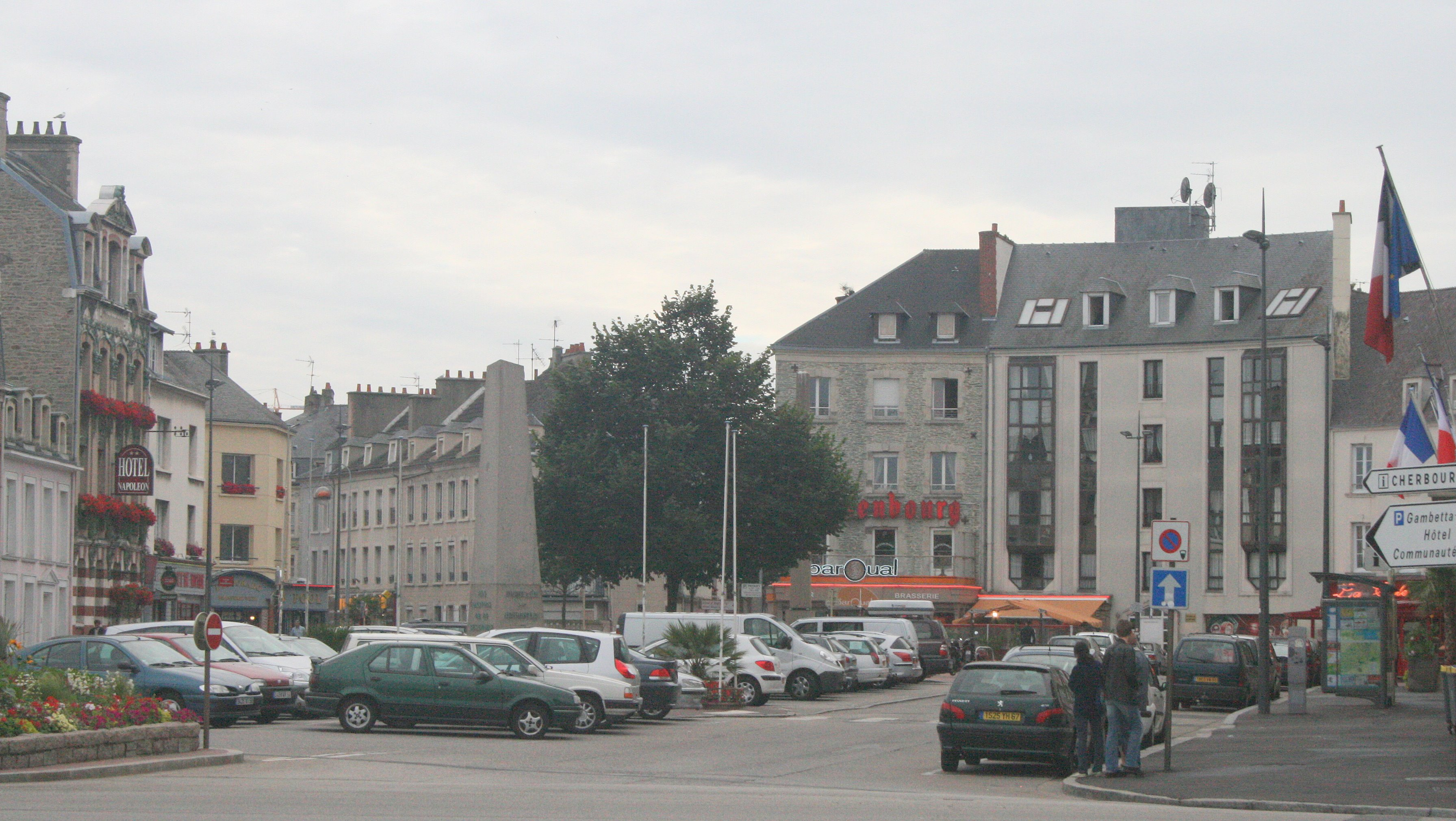
Цент міста
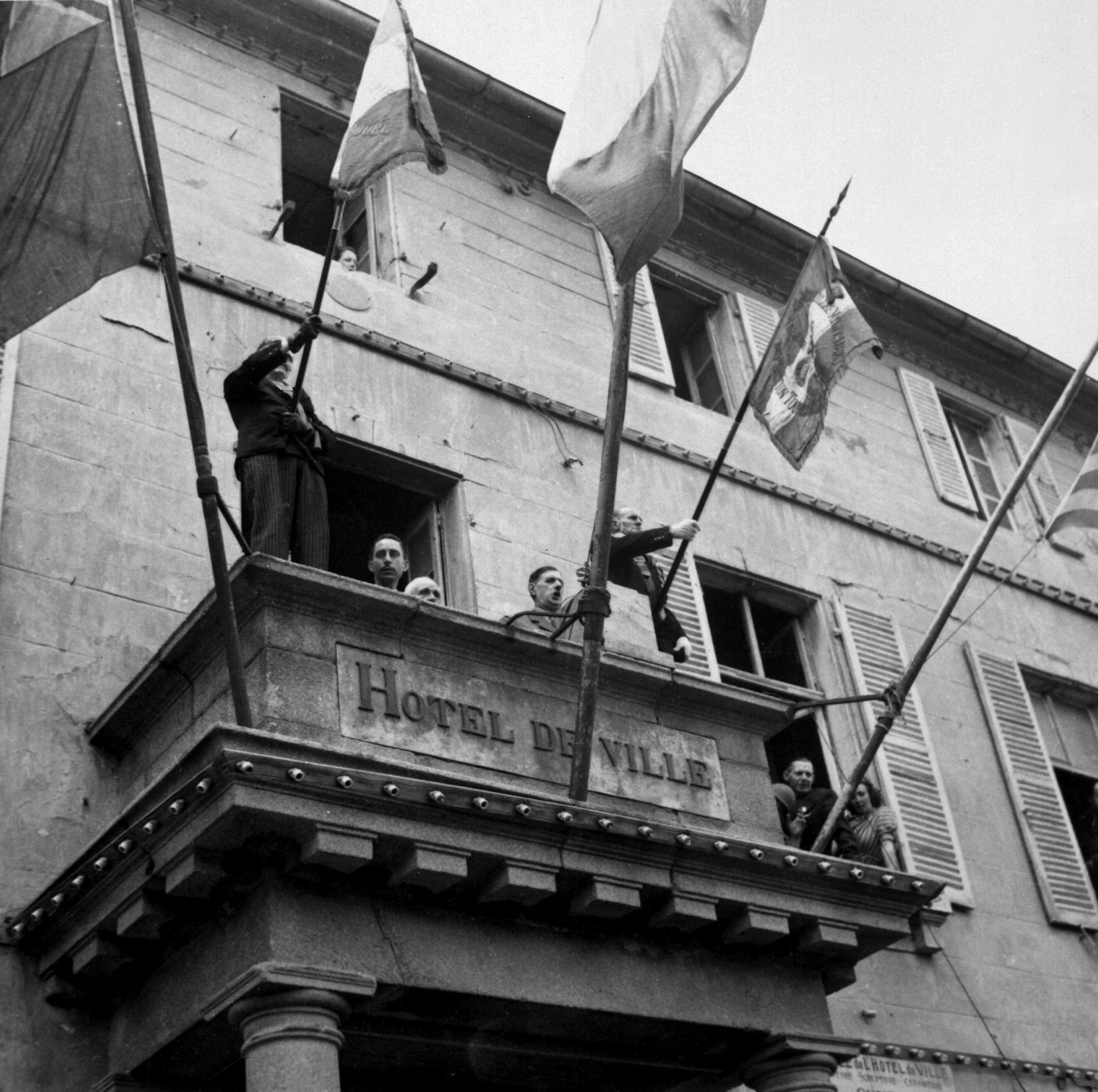
Шарль де Голль виголошує промову із міськради Шербура
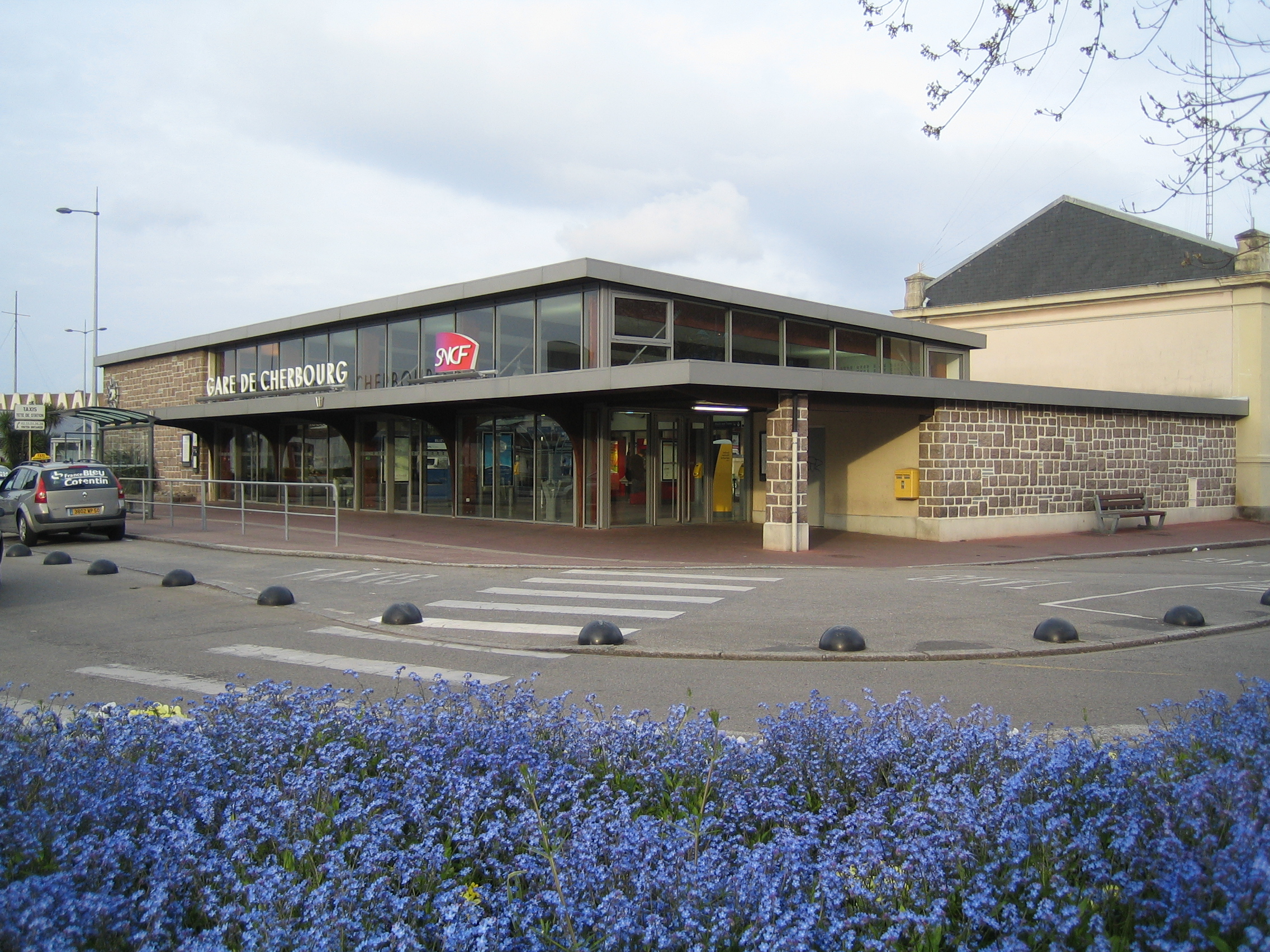
Вокзал
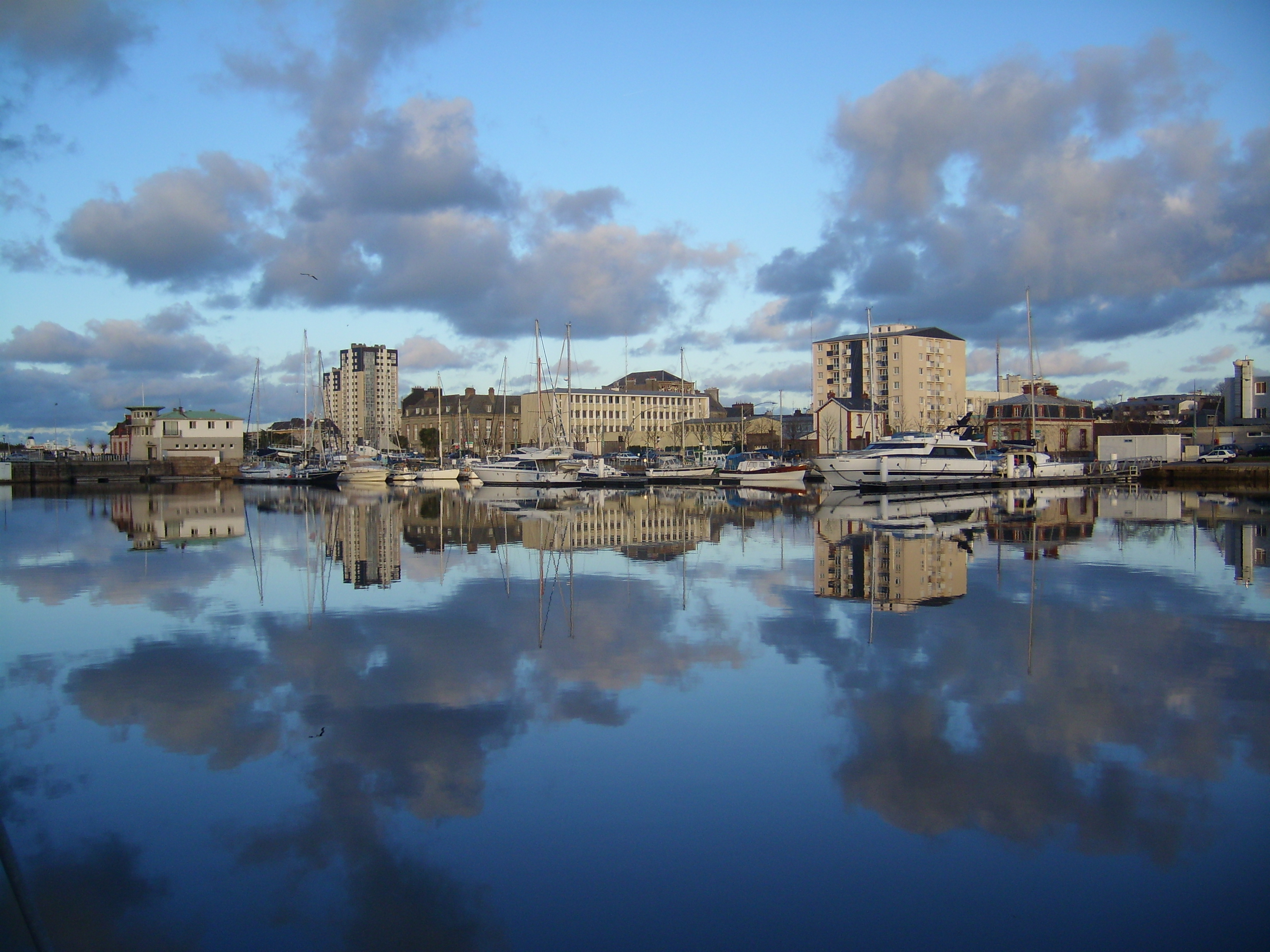
Порт
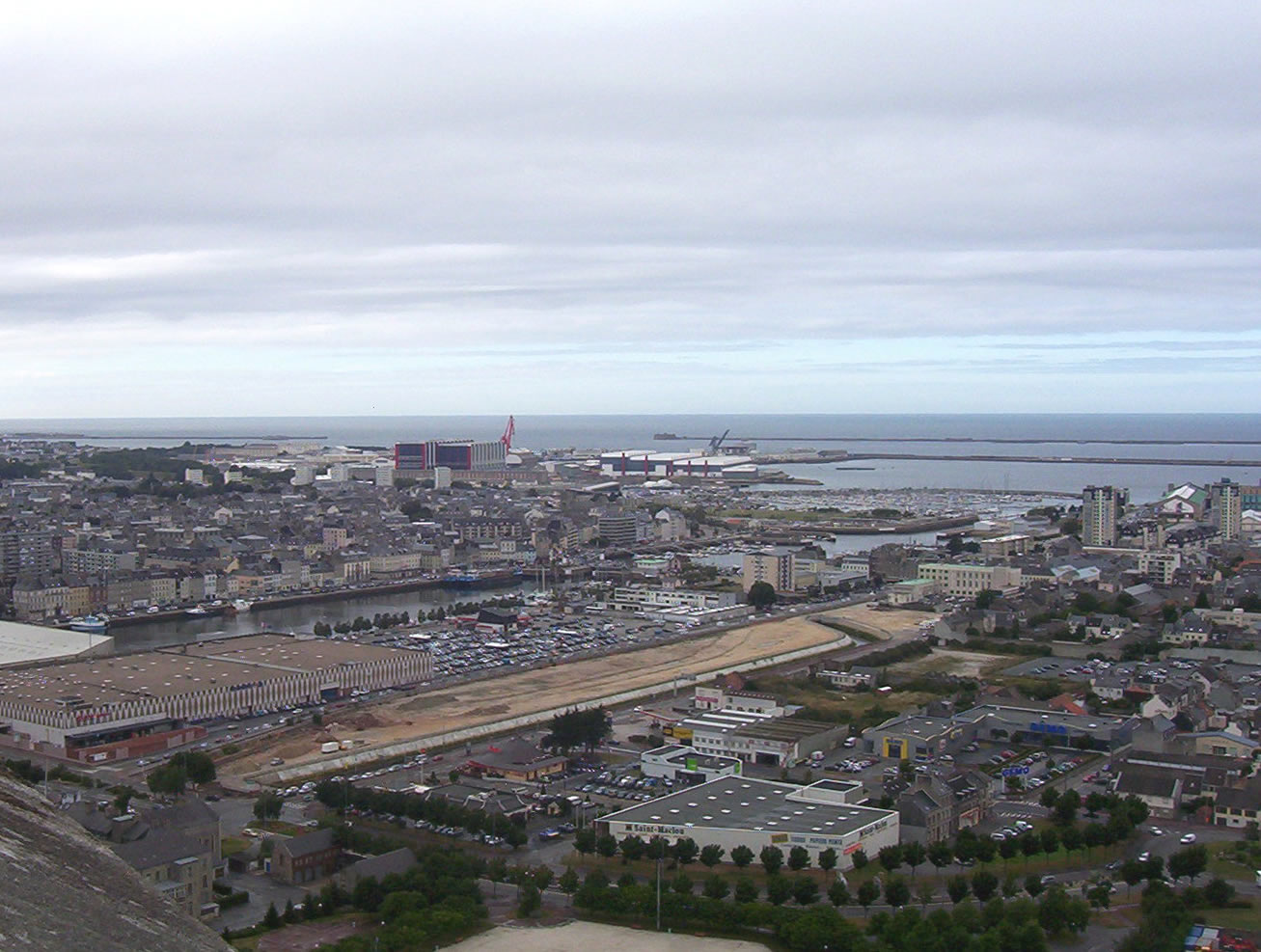
Вид на місто з висоти пташиного польоту